# Amphicerus anobioides
Amphicerus anobioides är en skalbaggsart som först beskrevs av Waterhouse 1888.  Amphicerus anobioides ingår i släktet Amphicerus och familjen kapuschongbaggar. Inga underarter finns listade i Catalogue of Life.